# Farmers Insurance Open
Le Farmers Insurance Open est un tournoi de golf du tableau masculin de la PGA Tour. Créé en 1952, il a lieu annuellement en début d'année à San Diego en Californie. Il est surnommé le West Coast Swing.

## Histoire
De 1952-53, le tournoi était joué au San Diego Country Club à Chula Vista en Californie avant de se dérouler en 1954 au Rancho Santa Fe Golf Club à Rancho Santa Fe en Californie. En 1955, l'évènement se déplaça vers Mission Val Country Club à San Diego en Californie, puis après le tournoi de 1956 à Singing Hills Country Club à El Cajon en Californie, la compétition se déroula à Mission Valley Country Club jusqu'en 1961. En 1962, Mission Valley Country Club  pris le nom de Stardust Country Club (aujourd'hui connu sous le nom de Riverwalk Golf Club) où la compétition se déroula jusqu'en 63; L'évènement de 1964 se déroula à Rancho Bernardo Country Club (aujourd'hui le Rancho Bernardo Inn) à San Diego, pour retourner à Stardust Country Club jusqu'en 1967.

## Différentes appellations
- 1952-1954 : Open San Diego.
- 1955-1956 : Open Convair-San Diego.
- 1957-1967 : Open Invitational San Diego.
- 1968-1980 : Open Invitational Andy Willimas-San Diego.
- 1981-1982 : Open Wickes-Andy Williams San Diego.
- 1982-1985 : Open Isuzu-Andy Williams San Diego.
- 1986-1987 : Open Shearson Lehman Brothers Andy Williams.
- 1988 : Open Shearson Lehman Hutton Andy Williams.
- 1989-1990 : Open Shearson Lehman Hutton.
- 1991 : Open Shearson Lehman Brothers .
- 1992-1995 : Buick Invitational de Californie.
- 1996-2009 : Buick Invitational.
- Depuis 2010 : Farmers Insurance Open

## Palmarès
| Année | Vainqueur           | Nationalité    |
| ----- | ------------------- | -------------- |
| 2025  | Harris English      | États-Unis     |
| 2024  | Matthieu Pavon      | France         |
| 2023  | Max Homa            | États-Unis     |
| 2022  | Luke List           | États-Unis     |
| 2021  | Patrick Reed        | États-Unis     |
| 2020  | Marc Leishman       | Australie      |
| 2019  | Justin Rose         | Angleterre     |
| 2018  | Jason Day           | Australie      |
| 2017  | Jon Rahm            | Espagne        |
| 2016  | Brandt Snedeker     | États-Unis     |
| 2015  | Jason Day           | Australie      |
| 2014  | Scott Stallings     | États-Unis     |
| 2013  | Tiger Woods         | États-Unis     |
| 2012  | Brandt Snedeker     | États-Unis     |
| 2011  | Bubba Watson        | États-Unis     |
| 2010  | Ben Crane           | États-Unis     |
| 2009  | Nick Watney         | États-Unis     |
| 2008  | Tiger Woods         | États-Unis     |
| 2007  | Tiger Woods         | États-Unis     |
| 2006  | Tiger Woods         | États-Unis     |
| 2005  | Tiger Woods         | États-Unis     |
| 2004  | John Daly           | États-Unis     |
| 2003  | Tiger Woods         | États-Unis     |
| 2002  | José Maria Olazábal | Espagne        |
| 2001  | Phil Mickelson      | États-Unis     |
| 2000  | Phil Mickelson      | États-Unis     |
| 1999  | Tiger Woods         | États-Unis     |
| 1998  | Scott Simpson       | États-Unis     |
| 1997  | Mark O'Meara        | États-Unis     |
| 1996  | Davis Love III      | États-Unis     |
| 1995  | Peter Jacobsen      | États-Unis     |
| 1994  | Craig Stadler       | États-Unis     |
| 1993  | Phil Mickelson      | États-Unis     |
| 1992  | Steve Pate          | États-Unis     |
| 1991  | Jay Don Blake       | États-Unis     |
| 1990  | Dan Forsman         | États-Unis     |
| 1989  | Greg Twiggs         | États-Unis     |
| 1988  | Steve Pate          | États-Unis     |
| 1987  | George Burns        | États-Unis     |
| 1986  | Bob Tway            | États-Unis     |
| 1985  | Woody Blackburn     | États-Unis     |
| 1984  | Gary Koch           | États-Unis     |
| 1983  | Gary Hallberg       | États-Unis     |
| 1982  | Johnny Miller       | États-Unis     |
| 1981  | Bruce Lietzke       | États-Unis     |
| 1980  | Tom Watson          | États-Unis     |
| 1979  | Fuzzy Zoeller       | États-Unis     |
| 1978  | Jay Haas            | États-Unis     |
| 1977  | Tom Watson          | États-Unis     |
| 1976  | J. C. Snead         | États-Unis     |
| 1975  | J. C. Snead         | États-Unis     |
| 1974  | Bobby Nichols       | États-Unis     |
| 1973  | Bob Dickson         | États-Unis     |
| 1972  | Paul Harney         | États-Unis     |
| 1971  | George Archer       | États-Unis     |
| 1970  | Pete Brown          | États-Unis     |
| 1969  | Jack Nicklaus       | États-Unis     |
| 1968  | Tom Weiskopf        | États-Unis     |
| 1967  | Bob Goalby          | États-Unis     |
| 1966  | Billy Casper        | États-Unis     |
| 1965  | Wes Ellis           | États-Unis     |
| 1964  | Art Wall Jr.        | États-Unis     |
| 1963  | Gary Player         | Afrique du Sud |
| 1962  | Tommy Jacobs        | États-Unis     |
| 1961  | Arnold Palmer       | États-Unis     |
| 1960  | Mike Souchak        | États-Unis     |
| 1959  | Marty Furgol        | États-Unis     |
| 1958  | Pas de tournoi      |                |
| 1957  | Arnold Palmer       | États-Unis     |
| 1956  | Bob Rosburg         | États-Unis     |
| 1955  | Tommy Bolt          | États-Unis     |
| 1954  | Gene Littler        | États-Unis     |
| 1953  | Tommy Bolt          | États-Unis     |
| 1952  | Ted Kroll           | États-Unis     |